# Absintmalmätare
Absintmalmätare, Eupithecia absinthiata, är en fjärilsart som beskrevs av Carl Alexander Clerck 1759. Absintmalmätare ingår i släktet Eupithecia och familjen mätare, Geometridae. Arten är reproducerande i Finland och Sverige och enligt respektive rödlista är arten livskraftig, LC i båda länderna. Inga underarter finns listade i Catalogue of Life.

## Bildgalleri

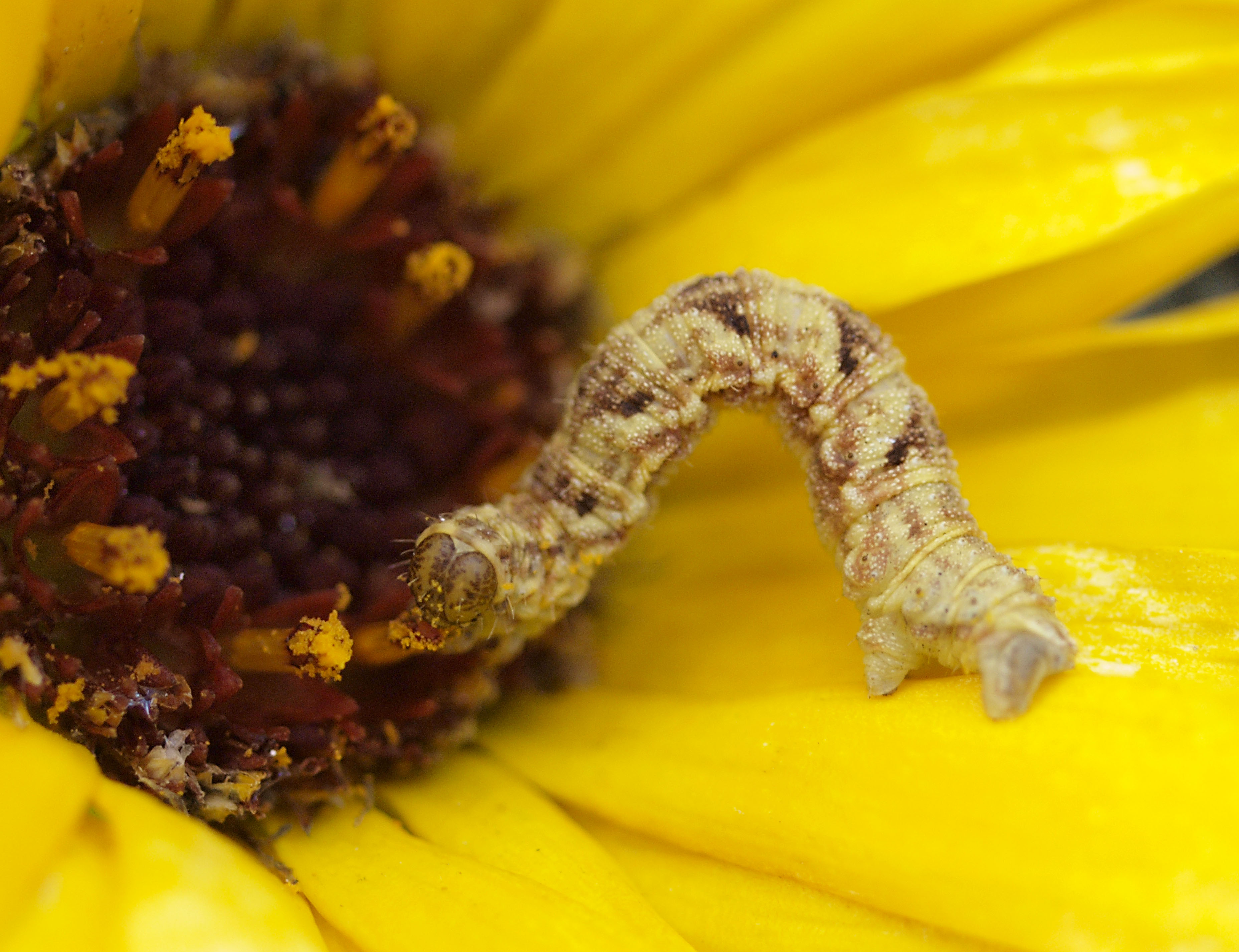
Fjärilens larv.
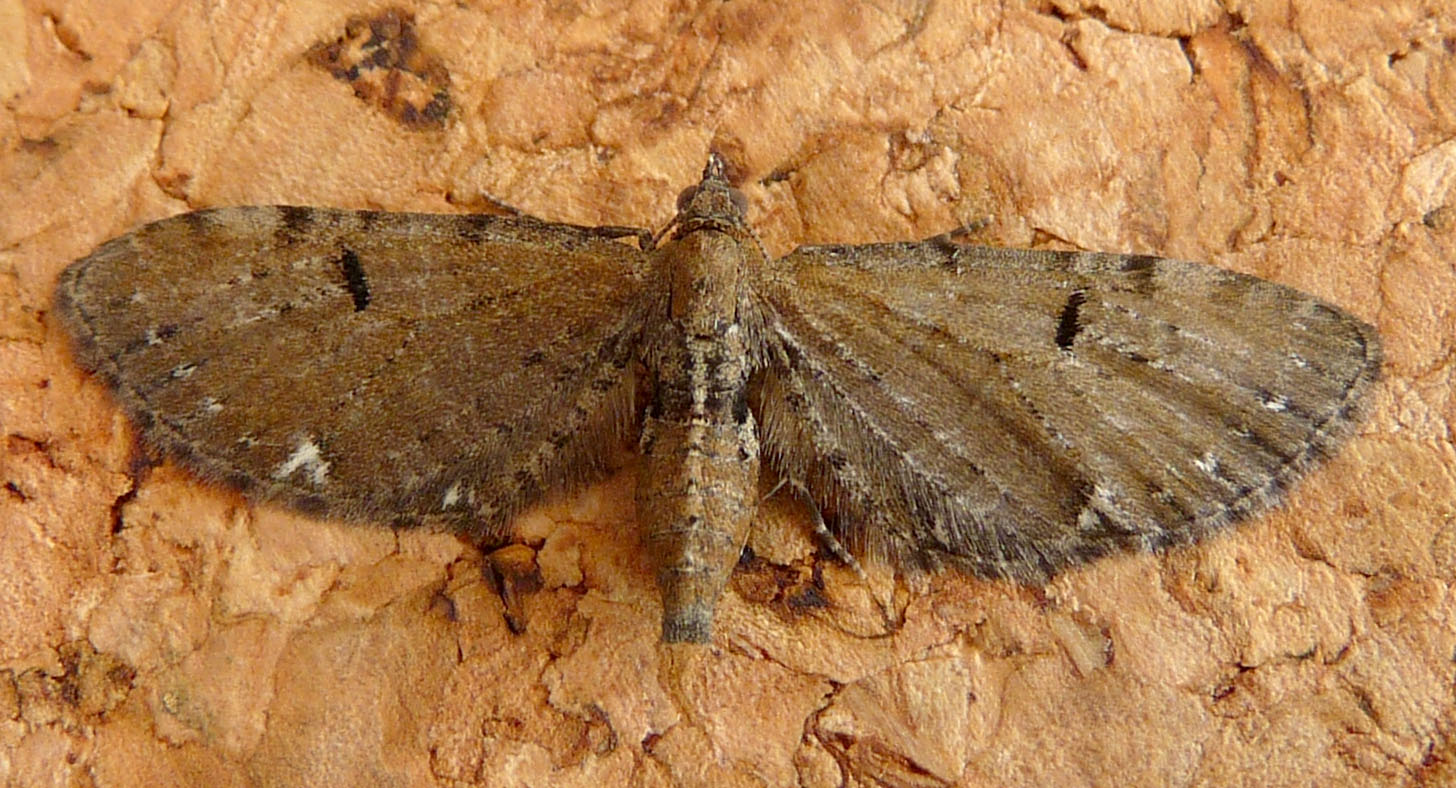
Imago fjäril
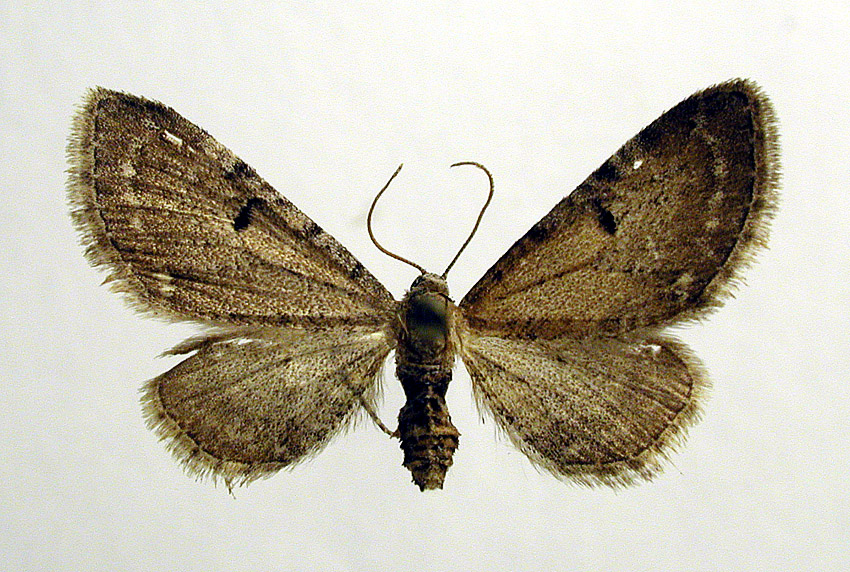
Preparerad (uppnålad) imago fjäril.